# Sergio García Zamora
Sergio García Zamora (Santa Clara, 5 de enero de 1986) es un poeta y escritor cubano. Miembro de la llamada Generación 0 y fundador del grupo literario La estrella en germen. Autor de poemarios estéticamente caracterizados por contestatarios, por ocuparse de temas tanto diarios como sublimes y por una estructuración significante del material poético en sucesión poemática directa o sucesión de secciones. Los motivos bíblicos abundan en su obra, aunque subordinados por completo a la poesía y no constituyen filiación religiosa. El metadiscurso sobre el arte poético hace que sus textos frecuentemente se piensen a sí mismos.

## Trayectoria
Sergio García Zamora inicia su vida de autor édito en el año 2003 con el cuaderno Autorretrato sin abejas. Luego escribe y publica constantemente libros de poesía entre los que destacan Perro que aúlla, Resurrección del cisne, El frío de vivir, Diario del buen recluso y La canción del crucificado. A la par de su entrada editorial al espacio literario estudió la Licenciatura en Letras de la Universidad Central de Las Villas. En 2015 funda el grupo literario La estrella en germen donde se juntan poetas de la Asociación Hermanos Saíz (AHS) de jóvenes escritores y artistas cubanos en la ciudad de Santa Clara. Germinismo ha nombrado Roberto Manzano Díaz a esta unión poética.

## Obras
- Autorretrato sin abejas. Ediciones Sed de Belleza, Santa Clara, Cuba, 2003.
- Tiempo de siega. Ediciones Ávila, Ciego de Ávila, Cuba, 2010. Premio Poesía de Primavera 2009.
- El afilador de tijeras. Ediciones Sed de Belleza, Santa Clara, Cuba, 2010.
- Poda. Casa Editora Abril, La Habana, Cuba, 2011. Premio Calendario 2010.
- El Valle de Acor. Editorial Capiro, Santa Clara, 2012. Premio Fundación de la Ciudad de Santa Clara, 2011.
- Día mambí. Editorial Vigía, Matanzas, Cuba, 2012. Premio Digdora Alonso 2011.
- Libro del amor feliz. Editorial Ácana, Camagüey, Cuba, 2013. Premio Emilio Ballagas 2012.
- La violencia de las horas. Ediciones Matanzas, Matanzas, Cuba, 2013. Premio José Jacinto Milanés 2012.
- Las espléndidas ciudades. Ediciones Ávila, Ciego de Ávila, Cuba, 2013. Premio Eliseo Diego 2012.
- Caballería insurrecta. Ediciones Orto, Granma, Cuba, 2013. Premio Manuel Navarro Luna 2012.
- Pabellón de caza. Editorial Sed de Belleza, Santa Clara, Cuba, 2013.
- La borrasca. Editorial Mecenas, Cienfuegos, Cuba, 2013. Premio Fernandina de Jagua 2012.
- Pensando en los peces de colores. Publicaciones Entre Líneas, Miami, Estados Unidos, 2013.
- Animal político. Editorial El Mar y la Montaña, Guantánamo, Cuba, 2014. Premio Regino E. Boti 2013.
- Las vanas conversaciones. Ediciones Luminaria, Sancti Spíritus, Cuba, 2015. Premio Raúl Ferrer 2014.
- Perro que aúlla. Editorial Capiro, Santa Clara, Cuba, 2015.
- Estado de gracia. Ediciones Sed de Belleza, Santa Clara, Cuba, 2016.
- Resurrección del cisne. Fondo Editorial El Güegüense, Instituto Nicaragüense de Cultura, Managua, Nicaragua, 2016. Premio Internacional de Poesía Rubén Darío 2015. Segunda edición: Editorial Letras Cubanas, La Habana, Cuba, 2018. Tercera edición: Publicaciones Entre Líneas, Miami, Estados Unidos, 2019.
- La condición inhumana. Ediciones Áncoras, Isla de la Juventud, Cuba, 2016. Segunda edición: D´Mc Pherson Editorial, Miami, Estados Unidos, 2021.
- El frío de vivir. Editorial Visor, Madrid, España, 2017. XXIX Premio Internacional de Poesía Fundación Loewe a la Creación Joven. Segunda edición: Editorial Capiro, Santa Clara, Cuba, 2018. Premio de la Crítica Literaria 2019.
- Diario del buen recluso. Editorial Erein, Donostia, España, 2018. III Premio Internacional de Poesía Gabriel Celaya. Segunda edición: Ediciones La Luz, Holguín, Cuba, 2020.
- La estrella en germen (antologador). Editorial Sed de Belleza, Santa Clara, Cuba, 2018.
- La canción del crucificado. Sonámbulos Ediciones, Granada, España, 2018. XXIX Premio de Poesía Blas de Otero de Majadahonda. Segunda edición: Ediciones Matanzas, Matanzas, Cuba, 2020.
- Los uniformes. Ediciones Cálamo, Palencia, España, 2019. III Premio Internacional de Poesía Jorge Manrique.
- Los conspiradores. Editorial Verbum, Madrid, España, 2020. XXXIX Premio Internacional de Poesía Juan Alcaide.
- Los maniquíes enfermos. Ediciones El Gallo de Oro, Bilbao, España, 2021. XIII Premio de Poesía Blas de Otero.
- Una lección musical. Editora BGR, España, 2021 (versión Kindle).

## Premios literarios
- Poesía de Primavera en los Juegos Florales de Ciego de Ávila 2009
- Premio Mangle Rojo 2009
- Premio Calendario 2010
- Premio de poesía Digdora Alonso 2011
- Premio Fundación de la Ciudad de Santa Clara 2011
- Premio Eliseo Diego 2012
- Premio Regiono Boti 2013
- Premio Raúl Ferrer 2014
- Premio Fernandina de Jagua 2012
- Premio Manuel Navarro Luna 2012
- Premio Nacional de Poesía José Jacinto Milanés 2012
- Premio de Poesía Emilio Ballagas 2012[3]
- Premio de Poesía La Gaceta de Cuba 2014[4]
- Premio Wolsan-Cubapoesía 2015
- Premio Internacional de Poesía Rubén Darío 2015[5][6]
- Premio Loewe a la Creación Joven 2016[7]
- Premio Internacional de Poesía en Castellano Gabriel Celaya 2018[8][9][10]
- Premio Blas de Otero 2018[11][12][13]
- Premio Internacional de Poesía Jorge Manrique 2019
- Premio de la Crítica (Cuba) 2019
- Premio Internacional de Poesía Juan Alcaide 2020[14]
- Premio de Poesía Blas de Otero-Ángela Figuera, 2020